# Tubmanburg
Tubmanburg, aussi connue sous le nom de Bomi, est une ville du Liberia et la capitale du comté de Bomi. Elle est située dans les collines Bomi, à 62 km au nord de Monrovia. Sa population s'élevait à 13 114 habitants au recensement de 2008.

## Histoire
Tubmanburg était un centre d'extraction de minerai de fer et de diamants jusqu'à sa destruction partielle au cours des guerres civiles que le Liberia a connues entre 1989 et 2003. Au cours de la seconde guerre civile, la ville était le quartier général du groupe rebelle Libériens unis pour la réconciliation et la démocratie. La plupart des habitants appartiennent à l'ethnie Vai.
Le Blue Lake, aussi connu sous le nom de lac Bomi, est un site remarquable. Profond de 100 m, le lac se trouve entre les sommets des montagnes voisines et doit sa nuance bleue aux reflets du soleil. Ses eaux prennent leur source dans un vaste puits de mine creusé par la Liberia Mining Company (LAMCO), une compagnie minière à capitaux américains, qui a cessé ses activités dans le pays en raison de l'épuisement présumé des gisements dans la région.